# Kurt Diedrich (Pädagoge)

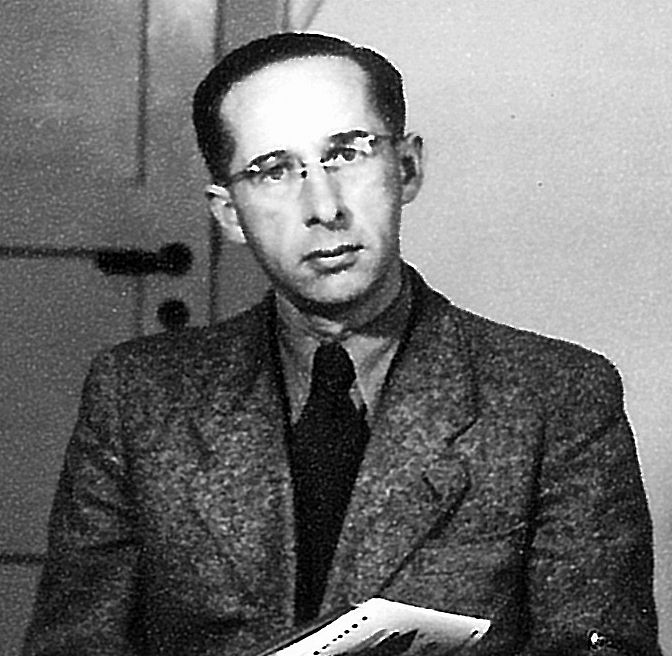
Kurt Diedrich 1954 im Lehrerzimmer der Anna-Siemsen-Schule in Lübeck-Eichholz.

Kurt Diedrich (* 1. März 1905 in Wilkenhof, Pommern; † 25. August 1982 in Lübeck) war ein deutscher Schulmann und Sachbuchautor. Bundesweit bekannt ist er als Begründer des mehrfach wiederaufgelegten Standardwerks Leitung und Verwaltung einer Schule.

## Leben

### Herkunft und Ausbildung
Kurt Diedrich entstammte einer Lehrerfamilie und setzte diese Tradition in der dritten Generation fort. Sein Geburtshaus war eine entlegene Waldschule im Amt Sydow im Kreis Schlawe. Seine Kindheit verlebte er in der Kleinstadt Ratzebuhr im Kreis Neustettin.
Nach Abschluss der Volksschule absolvierte Kurt Diedrich von 1919 bis 1925 seine Ausbildung zum Lehrer. Er besuchte die Präparandenanstalten in Belgard an der Persante und Jastrow sowie zuletzt von 1922 bis 1925 das Lehrerseminar in Dramburg. Anschließend verdingte er sich wegen des herrschenden Lehrerüberschusses zunächst drei Jahre als Hauslehrer – unter anderem auf Schloss Hamborn im Kreis Paderborn – sowie als Vertretungslehrer an Dorfschulen im Mülsengrund (Freistaat Sachsen). Diese Zeit nutzte er, um sein Privatstudium der Literaturgeschichte sowie der Fächer Latein und Griechisch fortzusetzen.

### Als Dorfschullehrer im Raum Danzig und Kriegsdienst

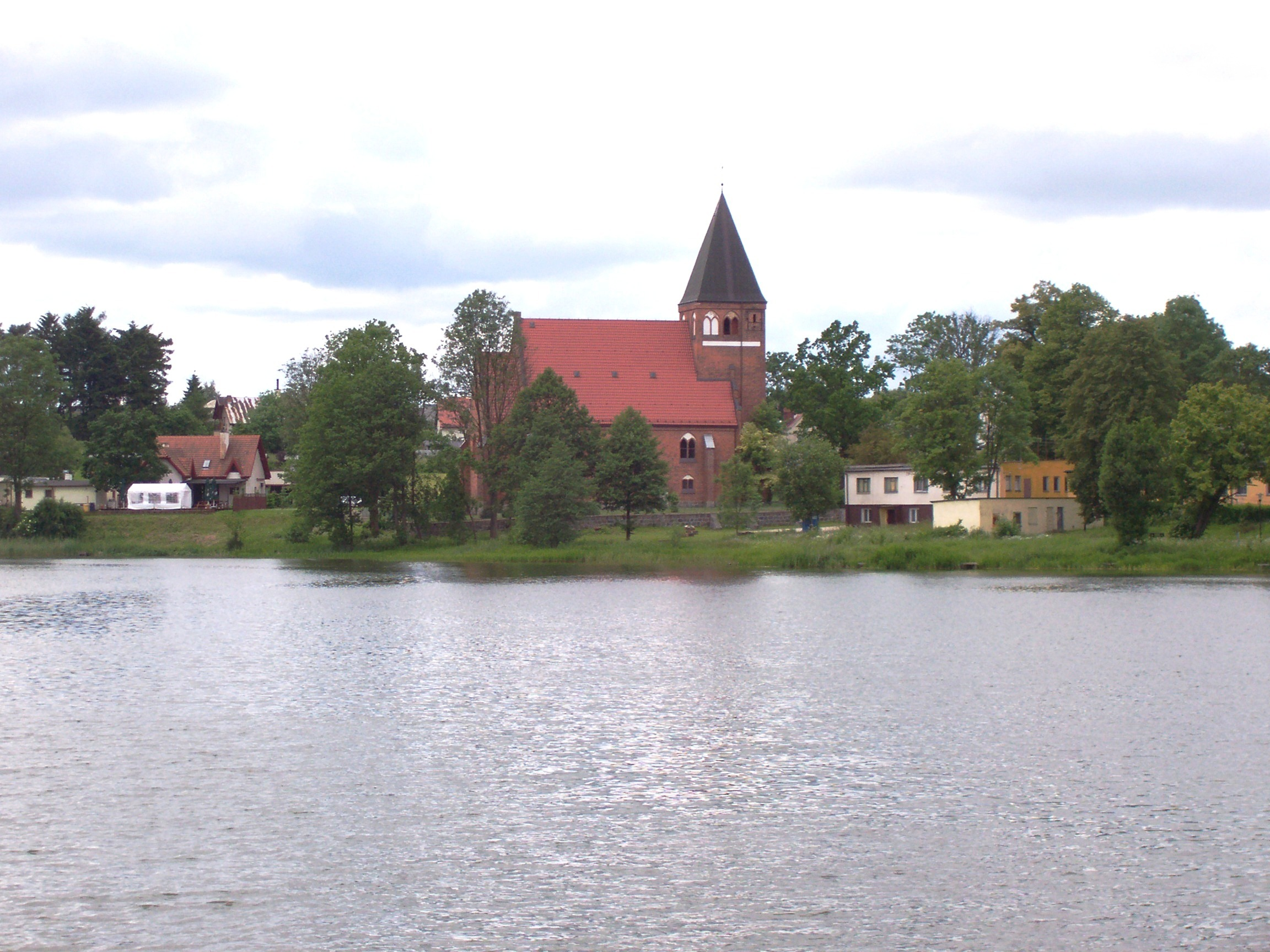
Über den Mariensee und dessen Umgebung verfasste Kurt Diedrich ein Heimat- und Wanderbüchlein.

1928 beauftragte ihn der Senat der Freien Stadt Danzig mit der Leitung der Landschule Niederklanau, 1929 mit derjenigen in Schönbeck, beide im Kreis Danziger Höhe gelegen. Dort wandte sich Kurt Diedrich der Volkskunde und der Heimatgeschichte zu und veröffentlichte mehrere kleinere Arbeiten, darunter Artikel in der Tageszeitung Danziger Neueste Nachrichten und im Selbstverlag das Büchlein Rund um den Mariensee. Ein Heimat- und Wanderbüchlein (1931). 1933 wechselte Diedrich in den Landkreis Danziger Niederung, wo er die ebenfalls einklassige Volksschule Trutenauer Herrenland leitete. Diese Stellung hatte er bis 1945 inne.
1929 heiratete er die aus Niederklanau stammende Meta Kindel. Das Paar hatte die Tochter Ingeborg sowie die drei Söhne Erhard, Gundo und Udo. Letzterer wurde später ebenfalls Lehrer.
Im Zweiten Weltkrieg nahm Diedrich von 1939 bis 1940 als Soldat der Wehrmacht an den Feldzügen am Überfall auf Polen und am Westfeldzug teil. Anfang Mai 1943 wurde er erneut einberufen und kam bei der Wehrmacht als Deutschlehrer für ausländische Kriegsfreiwillige zum Einsatz, später dann als Truppenbetreuer und Bataillonsschreiber im Rang eines Unteroffiziers. Aus Ungarn führte ihn der Rückzug bis in die Gegend bei Steyr, wo er in US-amerikanische Kriegsgefangenschaft geriet.

### Neubeginn in Lübeck
Am 10. März 1947 wurde er aus der Kriegsgefangenschaft nach Lübeck entlassen, wo er seine 16-jährige Tochter Ingeborg wiedertraf. Sie war bereits im Herbst 1943 zusammen mit ihren Mitschülerinnen der Danziger Viktoriaschule evakuiert worden, zunächst nach Hela-Heide, dann nach Mecklenburg und schließlich nach Lübeck. Gemeinsam mit ihren Nachbarn begab sich Meta Diedrich mit ihren drei Söhnen am 8. April 1945 – zu einem recht späten Zeitpunkt also – vom Trutenauer Herrenland aus auf die Flucht nach Westen. Von Danzig gelang ihnen auf dem Flüchtlingsschiff Orion die Überfahrt nach Kopenhagen, wo sie auch die Kapitulation am 8. Mai 1945 erlebten. Es folgten Stationen in mehreren dänischen Flüchtlings- und Internierungslagern, bevor alle Vier schließlich im Januar 1948 entlassen wurden und die ganze Familie in Lübeck wieder zusammenfand.
Nach rund einjähriger Tätigkeit als Gärtner wurde Kurt Diedrich nach Abschluss des Entnazifizierungsverfahrens zum 1. Juli 1948 wieder in den Schuldienst eingestellt.  Bis 1953 unterrichtete er an der Volksschule Eichholz, dann an der Anna-Siemsen-Schule, an der er 1957 zum Konrektor ernannt wurde. Auf seinen eigenen Antrag hin wurde er 1967 pensioniert.

### Betätigung als Fachautor
Kurt Diedrich war ein bundesweit bekannter Fachautor auf dem Gebiet des Schulwesens. Er befasste sich aus der Perspektive der Schulleitung mit Fragen der Schulverwaltung und der inneren Schulreform. Dazu legte er 1958 im Luchterhand-Verlag das Handbuch Leitung und Verwaltung einer Schule im Dienste der pädagogischen Arbeit. Ein Wegweiser für Schulleiter und Lehrer zur Vereinfachung und neuzeitlichen Gestaltung ihrer Verwaltungsaufgaben vor. Dieser Leitfaden fand in der pädagogischen Praxis weite Verbreitung, und Diedrich arbeitete ihn im Zuge der umfangreichen Schulreformen ab den 1960er Jahren immer wieder um, um ihn aktuell zu halten und neuen Entwicklungen anzupassen. So wurde das Buch ein Standardwerk für die schulische Praxis. Die letzte Ausgabe, an der Kurt Diedrich noch mitwirkte, war die 7. Auflage unter dem Titel Leitung und Verwaltung einer Schule, die 1980 erschien. Eine 8., vollständig überarbeitete Auflage kam 1997 heraus.
Seine weiteren Buchveröffentlichungen waren Elternhaus und Schule. Ein Beitrag zur inneren Schulreform (1961), das sich ebenfalls vorrangig an ein Fachpublikum richtete, und der Eltern-Ratgeber Unser Kind und die Schule (1963).
Daneben veröffentlichte er längere Beiträge in pädagogischen Fachzeitschriften sowie zahlreiche Artikel in den Lübecker Nachrichten.
Konrektor a. D. Kurt Diedrich starb am 25. August 1982 im Alter von 77 Jahren in Lübeck. Seine letzte Ruhe fand er auf dem Vorwerker Friedhof.

## Schriften
- Rund um den Mariensee. Ein Heimat- und Wanderbüchlein, (Selbstverlag), Schönbeck, Freistadt Danzig, 1931
- Leitung und Verwaltung einer Schule im Dienste der pädagogischen Arbeit. Ein Wegweiser für Schulleiter und Lehrer zur Vereinfachung und neuzeitlichen Gestaltung ihrer Verwaltungsaufgaben, in der Reihe Jugend im Blickpunkt, Luchterhand, Berlin-Frohnau, Neuwied/Rh. und Darmstadt 1958 (spätere Auflagen unter dem Titel Leitung und Verwaltung einer Schule in pädagogischer Sicht. Arbeitshilfen für Schulleiter und Lehrer zur sinnvollen Erfüllung und neuzeitlichen Gestaltung ihrer Verwaltungsaufgaben bzw. Leitung und Verwaltung einer Schule. Arbeitshilfen für Schulleiter und Lehrer zur sinnvollen Erfüllung und neuzeitlichen Gestaltung ihrer Verwaltungsaufgaben; 7. Auflage zusammen mit Alfred J. Müller unter dem Titel Leitung und Verwaltung einer Schule, Luchterhand, Neuwied und Darmstadt 1980, ISBN 3-472-52035-3)
- Elternhaus und Schule. Ein Beitrag zur inneren Schulreform, in der Reihe Jugend im Blickpunkt, Luchterhand, Berlin-Spandau und Neuwied am Rhein 1961
- Unser Kind und die Schule, mit Zeichnungen von Günter Burgfeldt, Bertelsmann, Gütersloh 1963 (mehrere Auflagen, zuletzt unter dem Titel Unser Kind und die Schule. Ein Ratgeber für Eltern. Grundschule, Berufsschule, Mittelschule, Gymnasium, Goldmann, München ca. 1969)

Außerdem gehört er zu den Autoren von Band 2 (Der Mensch) der Modernen Bibliothek des Wissens (1968).